# Al-Džahiz
Al-Džahiz (arabsko Al-Jāḥiẓ, الجاحظ, s polnim imenom Abu Uthman Amr ibn Bahr al-Kinani al-Fuqaimi al-Basri, arabski učenjak mutazilitske teološke šole, začetnik evolucionizma v znanostih, * okoli 776, Basra, Irak, † 868, Basra.
Po enem od staršev je bil potomec temnopoltih sužnjev iz vzhodne Afrike.
Esencialistično razumevanje Aristotelove zoologije je presegel z uvedbo nekaterih temeljnih konceptov evolucionizma: naravno selekcijo in bojem za obstanek.